# Antique (gruppo musicale)
Antique è stato un duo musicale greco-svedese che, attivo dal 1999 al 2003, ha combinato la musica popolare greca con le melodie della musica pop e dance del nord Europa.

## Storia
Il duo era formato da Helena Paparizou e Nikos Panagiotidis, entrambi nati in Svezia da genitori greci.
Nel 2001 il duo ha rappresentato la Grecia all'Eurovision Song Contest tenutosi a Copenaghen con la canzone (I Would) Die for You, terminando in terza posizione dietro Estonia e Danimarca. Hanno raggiunto notorietà in Grecia, nei paesi nordici, in Germania e Italia.
Nel 2003 il duo si scioglie e ognuno dei componenti intraprende la carriera solista. Mentre Nikos Panagiotidis non riesce ad affermarsi come cantante, diversa sorte spetta ad Helena Paparizou che, conoscendo un periodo di fortuna, riesce a diventare un'apprezzata cantante tanto da rappresentare la Grecia all'Eurovision Song Contest 2005 e vincere la competizione.

## Formazione
- Helena Paparizou
- Nikos Panagiotidis

## Discografia parziale

### Album in studio
- 1999 - Mera me tī mera
- 2001 - Die for You
- 2002 - Me logia ellīnika
- 2003 - Allī mia fora
- 2003 - Blue Love